# Scirpus huae
Scirpus huae là loài thực vật có hoa trong họ Cói. Loài này được T.Koyama miêu tả khoa học đầu tiên năm 1961.